# Straat Tsugaru
De Straat Tsugaru (Japans: 津軽海峡,Tsugaru Kaikyō) is een zeestraat tussen de twee eilanden Honshu en Hokkaido in het noorden van Japan. De zeestraat verbindt de Japanse Zee en de Grote Oceaan met elkaar, en is 20 tot 40 kilometer breed. De naam is ontleend aan het district district Tsugaru in het westen van de prefectuur Aomori.
De Straat Tsugaru kan worden overgestoken met de veerboot of via de Seikantunnel.
Op Westerse kaarten van vóór de 20e eeuw wordt de waterweg ook wel als Straat van Sangar of als Straat Sangar aangeduid.
Thomas Blakiston, een Engelse ontdekkingsreiziger en natuuronderzoeker, merkte op dat dieren in Hokkaido verwant waren aan Noord-Aziatische soorten, terwijl die op Honshu in het zuiden verwant waren aan die uit Zuid-Azië. De straat van Tsugaru wordt daarom wel de lijn van Blakiston genoemd.

## Trivia
- Op 26 september 1954 kwamen 1172 mensen om het leven toen de veerboot Tōya Maru zonk in de zeestraat.[2]
- Op 20 juli 2019 wordt Emma-Claire Fierce de eerste Franse vrouw die in 9 uur, 51 minuten en 24 seconden de zeestraat over zwemt.[3] De watertemperatuur was 22°C.